# Mary-Russell Ferrell Colton

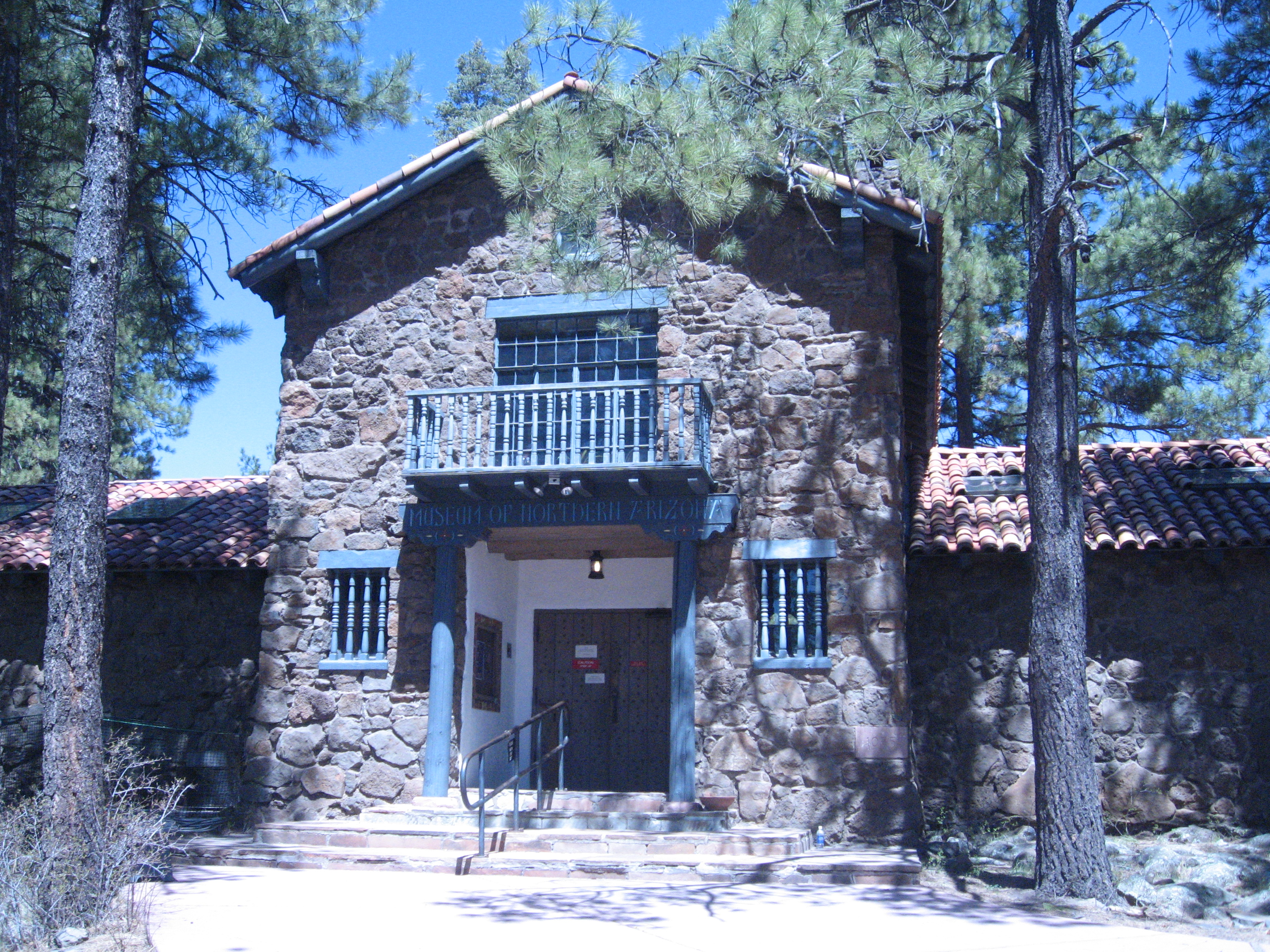
Front des von den Coltons gegründeten Museum of Northern Arizona.

Mary-Russell Ferrell Colton (* 25. März 1889 in Louisville, Kentucky; † 26. Juli 1971 in Phoenix, Arizona) war eine US-amerikanische Malerin, Ethnographin, Kuratorin und Autorin.

## Leben und Wirken
Mary-Russell Ferrell wurde in Kentucky als Tochter von Joseph und Elise (geborene Houston) Ferrell geboren. 1904, im Alter von 15 Jahren, schrieb sie sich in die Philadelphia School of Design for Women ein, in der sie sich 1909 ehrenhaft graduierte. Danach eröffnete sie ein privates Kunststudio in Philadelphia, wobei Kunstrestauration und Kunsthandel im Vordergrund standen. Als Mitglied der  Frauenkünstlerinnengruppe Philadelphia Ten, die zwischen 1917 und 1945 bestand, stellte sie jährlich in Florida, dem Mittleren Westen, den amerikanischen Oststaaten und auch Europa aus.
Am 23. Mai 1912 heiratete sie den Zoologieprofessor der University of Pennsylvania Harold Sellers Colton, mit dem sie zwei Söhne hatte. Im April 1926 zog die Familie nach Flagstaff in Arizona. Hier hatte sie erstmals die Möglichkeit, die Landschaft des Colorado-Plateaus zu malen und ihren eigenen Stil der Stimmungsmalerei zu entwickeln, der zukünftig wiedererkennende Merkmale in Farbgestaltung aus dem Verhältnis von Erde und atmosphärischen Farben des Himmels enthielt. Sie schuf Landschaftsbilder, Stillleben und Abbildungen mit Personen, die Genrecharakter haben.
1928 gründete sie mit Harold S. Colton das Museum of Northern Arizona und trat fortan in Wort und Bild als Unterstützerin der indianisch-eingeborenen Völker und ihrer Kunst und Kunsthandwerks ein, wobei sie auch mit indigenen Künstlern zusammenarbeitete. Sie war über 20 Jahre lang Kuratorin des Museums und dokumentierte in dieser Zeit die Geschichte des Colorado-Plateaus. Sie schrieb darüber zwei Bücher und zahlreiche Artikel.
Zu ihren Auszeichnungen gehört die Aufnahme in die Arizona Women’s Hall of Fame.

## Gemälde (Auswahl)
- Church at Ranchos de Taos (um 1913/1914). Technik: Wasserfarbe auf Papier. Größe: 21 ¾ × 27 ¾ inches. Standort: Museum of Northern Arizona Fine Arts Collection. Inventarnummer: C867[2]
- Walpi (um 1914). Technik: Öl auf Leinwand. Größe: 36 × 52 Inch. Standort: Museum of Northern Arizona Fine Arts Collection. Inventarnummer: C870A[2]
- Navajo Shepardess (um 1916). Technik: Öl auf Leinwand. Größe: 36 × 26 Inch. Standort: Museum of Northern Arizona Fine Arts Collection. Inventarnummer: C869[2]
- Sunset and Moonglow (um 1917). Technik: Öl auf Leinwand[3]
- Lonesome Hole. Valley of the Little Colorado (um 1929). Technik: Öl auf Leinwand. Größe: 36 × 36 Inch.[2]
- Edmund Nequatewa (um 1942). Technik: Öl auf Leinwand. Größe:  31 ¾ × 42 Inch. Standort: Museum of Northern Arizona Fine Arts Collection. Inventarnummer: C872[2]
- Sedona From Red Ledge (um 1952). Technik: Öl auf Leinwand. Größe:  18 ½ × 25 Inch.[2]
- Sunset on a Lava Field (um 1928). Technik: Öl auf Leinwand. Größe:  24 × 30 Inch.[2]

## Schriften
- Hopi Dyes. Museum of Northern Arizona, Flagstaff 1965.
- mit Harold Sellers: Petroglyphs, the record of a great adventure. In: American Anthropologist, Washington D.C. 1931.
- mit Nonabah Gorman Bryan, Stella Young: Navajo and Hopi Dyes. Historic Indian Publishers, Salt Lake City, Utah 1965, ISBN 978-1-883736-08-8.
- Art for the schools of the Southwest. An outline for the public and Indian schools. In: Arizona, Northern Arizona Society of Science and Art: Museum Bulletin, Nr. 6, Flagstaff, 1934.
- mit Edmund Nequatewa: Truth of a Hopi and other clan stories of Shung-Opovi. Museum of Northern Arizona. Nr. 8, Flagstaff, Arizona, Northern Arizona Society of Science and Art, 1947.
- Hopi silversmithing, its background and future. In: Plateau, Vol. 12, Nr. 1, Flagstaff, Arizona, Northern Arizona Society of Science and Art, 1939.
- Letter to the Editor. In: Coconino Sun, 12. August 1927.
- mit Harold Sellers: The Little Known Small House Ruins in the Coconino Forest. (= Memoirs of the American Anthropological Association; Vol. 5). American Anthropological Association, Lancaster, Pennsylvania 1918.
- Technique of Major Hopi Crafts. In: Museum Notes. Vol. 3, Nr. 12. Flagstaff, Arizona, Museum of Northern Arizona, 1931.